# Теорема Фишера для нормальных выборок
Теоре́ма Фи́шера для норма́льных вы́борок в математической статистике — это утверждение, характеризующее распределение выборочной дисперсии.

## Формулировка
Пусть {\displaystyle X_{1},\ldots ,X_{n}\sim \mathrm {N} (\mu ,\sigma ^{2})} — независимая выборка из нормального распределения. Пусть {\displaystyle {\overline {X}}} — выборочное среднее, а {\displaystyle S^{2}} —  выборочная дисперсия. Тогда
- {\displaystyle {\sqrt {n}}\cdot {\frac {{\overline {X}}-\mu }{\sigma }}\sim \mathrm {N} (0,1)}
- Случайные величины {\displaystyle {\overline {X}}} и {\displaystyle S^{2}} независимы;
- Случайная величина

{\displaystyle {\frac {(n-1)\cdot S^{2}}{\sigma ^{2}}}\sim \chi _{n-1}^{2}}
имеет распределение хи-квадрат с {\displaystyle n-1} степенями свободы.